# Alciopina parasitica
Alciopina parasitica är en ringmaskart som beskrevs av Jean Louis René Antoine Édouard Claparède och Panceri 1867. Alciopina parasitica ingår i släktet Alciopina och familjen Alciopidae. Inga underarter finns listade i Catalogue of Life.